# Galepsus damaranus
Galepsus damaranus es una especie de mantis de la familia Tarachodidae.

## Distribución geográfica
Se encuentra en África.